# Mega Frater
La Fraternidad Cristiana de Guatemala  (o Mega Frater)  es uno de los templos evangélicos más grandes del mundo y la mega iglesia evangélica pentecostal más grande en Guatemala, está ubicada en Mixco (Ciudad San Cristóbal), Guatemala. El pastor principal de esta comunidad es  Jorge h. López. En 2018, la asistencia es de 10,000 personas.

## Historia
Esta iglesia fue fundada en 1979 por  Jorge López y 20 personas. ·
 En 2007, el nuevo edificio se inaugura. En 2007, la asistencia semanal es de 12,000 personas.  En 2017, la asistencia semanal es de 20,000 personas.

## Edificio
La construcción del edificio comenzó en el año 2001.  Después de 6 años de construcción fue inaugurado el 27 de mayo de 2007. 
El auditórium  tiene 12,244 asientos y cuenta con más de 200,000 mts2 de construcción.